# 小いわし料理
小いわし料理（こいわしりょうり）とは、新鮮なカタクチイワシ（小いわし）を主要具材とした広島県の郷土料理である。

## 概要
広島で最もポピュラーな食べ方は刺身で、イワシを刺身で食べるのは広島だけとされ、傷みが早くすぐに弱ってしまうことから「ヨワシ」が転じたとされる「鰯」は、獲ってすぐでないと刺身では食べられない“県外不出”の鮮度が命。お隣の山口県でさえ刺身では食べない。その歴史は古く、当地では戦国時代、或いは江戸時代から小イワシを売り歩く行商人がいたといわれる。当時から既に｢こいわし｣と呼んだともいわれるが、市中を「なまんしょいらんかえ、なまんしょいらんかえ」と声を出して売り歩いたという説もある。刺身や天ぷらなどで子どもから年配者まで広く食される小イワシは、広島県の夏を代表する瀬戸内海の味覚、広島の隠れたソウルフードである。広島市では2016年から広島湾で取れるカキ、小イワシ、オニオコゼ、チヌ（クロダイ）、メバル、アサリ、アナゴの7種の魚介類を新たに「広島湾七大海の幸」と銘打って本格的なPRに乗り出している。

## 歴史
「小いわし」は「カタクチイワシ」のことで、漁獲量は広島県の天然魚では最も多く75％を占める。成魚は主に煮干しの原料になり、稚魚はシラスと呼ばれ、釜揚げやちりめんじゃこなどに加工されて賞味される。煮干しの日本最大の生産地も広島県である。通常、「カタクチイワシ」といえば「イリコ」や「しらす」「ちりめん」など、茹でて乾燥させたものを思い浮かべるが、広島ではこの時期も獲れたての小イワシが手に入るため、鮮度を活かした刺身や丸ごと天ぷらにして食べる。特に広島湾はエサとなるプランクトンが多いため、身が大きく育った小いわしが豊富に漁獲される。この点では著名なカキが美味しい理由と共通する。底引網で漁獲され、この網の形状が男性の下着のパッチに似ていることから、地元ではパッチ網漁と言われることもある。年配者にとっては街中に、その日獲れた新鮮な小いわしをリヤカーで売り歩く行商人の女性の姿は原風景の一つであった。行商人の女性は竹製の道具で小いわしの身を捌いていた（三枚おろし）。前述のように行商は古く続く販売法で、昭和の最後までは広島市の河口では小いわしを揚げていた。安くて美味しい、庶民の貴重な食材であった。旬は6月から8月にかけてで、毎年6月10日に漁が解禁されると一斉に漁獲が始まる。イワシは栄養価は高いが、不飽和脂肪酸が多く傷みやすいため刺身で食べるには鮮度が重要だが、広島では漁場が近いため、新鮮な小いわしがスーパーや鮮魚店にも流通する。刺身で食べられるほど鮮度が高い小イワシが、スーパー等で安価に手に入るのは、広島ならではである。10cmにも満たない小イワシは小さすぎて包丁では捌けないため、今日でも竹の道具を使うこともあるが、スプーンや荷造りで使われるテープ (PPバンド) で手早くさばく人も多い。骨から身をきれいに剥がすのは難しいが、広島県人は慣れたもの。

## 料理
刺身
小鰯の刺身は、鰯を手開きし中骨、どぶ（ハラワタ）を取る。この後、何度も水を換えて洗うことで特有の臭みが取れ、身が締まる。地元では「七度洗えば鯛の味」と言い慣わしてきた。生姜醤油で賞味するのが定法である。
天婦羅
小鰯の天婦羅は、鰯を同様に手開きし下処理をしたものを、天婦羅衣をくぐらせ、高い目の温度の油で、短時間にカラリと揚げたもの。広島県東部は天婦羅で食すことが多い。おろし生姜を添えた天つゆで食べるのが本来の食べ方であるが、レモン汁と塩で食べられることもある。
その他
寿司、レモン〆押し寿司、南蛮漬け、米ぬかを塗って焼いて食べる「小いわしのぬか焼き」などもある。